# Jonas Kazlauskas
Jonas Kazlauskas (ur. 1 listopada 1954 w Poniewieżu na Litwie) – litewski trener koszykówki.
Prowadził dwie czołowe drużyny litewskie - Žalgiris Kowno i Lietuvos Rytas, a także reprezentację Litwy w koszykówce. Przygotowywał koszykarską reprezentację narodową Chin do występów na igrzyskach olimpijskich w 2008 roku.
Wcześniej, jako zawodnik wywalczył z drużyną Lietuvos Rytas (wówczas pod nazwą Statyba Vilnius) brązowy medal w lidze ZSRR.

## Osiągnięcia i nagrody
- 1995-1999,2002: Mistrzostwo ligi litewskiej LKL
- 1998 zdobycie koszykarskiego pucharu Europy
- 1999 wygranie Euroligi
- 2000 brązowy medal olimpijski z drużyną Litwy
- 2005 zwycięstwo w Mistrzostwach Azji
- 1994 zwycięstwo w mistrzostwach Europy do lat 21
- litewski „Trener Roku” 2002